# كوبا ليبرتادوريس 1966
كأس ليبرتادوريس 1966 (بالإسبانية: 1966 Copa Libertadores) هو موسم من كأس ليبرتادوريس. أقيم خلال الفترة 5 فبراير 1966 وحتى 15 أبريل 1966، وبمشاركة 17 فريقاً، وفاز فيه نادي بنيارول الأوروغواني.

## النهائي
أُجري النهائي بين فريق بينارول الأوروغوياني وفريق أتلتيكو ريفر بلايت الأرجنتيني. استضاف بينارول مباراة الذهاب في ملعب سينتيناريو في مونتيفيديو في 12 مايو 1966 ، بينما استضاف ريفر بليت مباراة الإياب في ملعب مونومينتال في بوينس آيرس في 18 مايو 1966. بعد فوز كلا الفريقين بمباراة واحدة ، استضافت المباراة الثالثة في ملعب ناسيونال في سانتياغو دي تشيلي في 20 مايو 1966. فاز بينارول على ريفر بنتيجة 4-2 وبالتالي فاز بالمركز الثالث. لقب كأس ليبرتادوريس.

## قائمة الهدافين
| مركز | لاعب                | فريق                | أهداف |
| ---- | ------------------- | ------------------- | ----- |
| 1    | دانييل أونيجا ‏      | ريفر بليت           | 17    |
| 2    | بيدرو روشا          | بينارول             | 10    |
| 3    | ألفريدو هوغو روخاس  | بوكا جونيورز        | 7     |
| 3    | خوليو سيزار موراليس | ناسيونال مونتيفيديو | 7     |
| 3    | أورلاندو فيرجيلي    | ناسيونال مونتيفيديو | 7     |
| 3    | أغوستينو نيتي       | ديبورتيفو إيطاليا   | 7     |
| 3    | سالومون مويانو      | بلدية لاباز         | 7     |
| 3    | جيراردو غونزاليس    | أوليمبيا            | 7     |
| 3    | هوغو لينسينا        | إيميليك             | 7     |
| 3    | سيريلو فرنانديز     | 9 أكتوبر            | 7     |
| 3    | أوسبيرتو غارسيا ‏    | خورخي ويلسترمان     | 7     |